# کلید خلیج فارس
کلید خلیج فارس کتابی از غلامحسین مقتدر است که در سال ۱۳۳۳ منتشر و برندهٔ جایزه کتاب سال سلطنتی شد.